# Ер-Рашидія
Ер-Рашидія (араб. الرشيدية; бербер. Imetɣaren; фр. Errachidia) — місто в Марокко, центр області Драа — Тафілалет та провінції Ер-рашидія в її складі.

## Назва
Місто раніше мало назву «Ксар Ес-Сук» (бербер. ⵉⵖⵔⴻⵎ ⵏ ⵓⵍⵣⵓⵣ), але було перейменовано в Ер-рашидію у 1975 році на честь Мулая Рашида, сина тодішнього короля країни Хасана II.

## Культура
Крізь місто у 2006 та 2007 роках проходив маршрут Ралі Дакар.

## Клімат
Місто має спекотний пустельний клімат (BWh) за Класифікацією кліматів Кеппена. Середньорічна температура — 19,2 °C.
| Клімат Ер-Рашидії         | Клімат Ер-Рашидії | Клімат Ер-Рашидії | Клімат Ер-Рашидії | Клімат Ер-Рашидії | Клімат Ер-Рашидії | Клімат Ер-Рашидії | Клімат Ер-Рашидії | Клімат Ер-Рашидії | Клімат Ер-Рашидії | Клімат Ер-Рашидії | Клімат Ер-Рашидії | Клімат Ер-Рашидії | Клімат Ер-Рашидії |
| Показник                  | Січ.              | Лют.              | Бер.              | Квіт.             | Трав.             | Черв.             | Лип.              | Серп.             | Вер.              | Жовт.             | Лист.             | Груд.             |                   |
| Середній максимум, °C     | 15,7              | 18,0              | 21,6              | 26,1              | 30,2              | 35,5              | 40,6              | 39,4              | 29,5              | 26,3              | 20,3              | 16,7              |                   |
| Середня температура, °C   | 9,1               | 11,2              | 14,4              | 18,5              | 22,1              | 27,2              | 31,6              | 30,7              | 21,8              | 19,3              | 13,8              | 10,3              |                   |
| Середній мінімум, °C      | 2,5               | 4,4               | 7,3               | 10,9              | 14,1              | 19,0              | 22,6              | 22,1              | 14,1              | 12,4              | 7,4               | 3,9               |                   |
| Норма опадів, мм          | 8                 | 6                 | 8                 | 10                | 8                 | 4                 | 3                 | 6                 | 17                | 20                | 18                | 19                |                   |
| ------------------------- | ----------------- | ----------------- | ----------------- | ----------------- | ----------------- | ----------------- | ----------------- | ----------------- | ----------------- | ----------------- | ----------------- | ----------------- | ----------------- |
| Джерело: Climate-data.org |                   |                   |                   |                   |                   |                   |                   |                   |                   |                   |                   |                   |                   |

## Відомі люди
- Мохамед Унажем — марокканський футболіст.
- Абдалааті Ігідер — марокканський бігун на 1500 метрів.